# 中標津神社
中標津神社（なかしべつじんじゃ）は、北海道標津郡中標津町西1条南4丁目1番地にある神社。旧社格は無格社。

## 歴史
1913年（大正2年）8月、当時の標津村の住民が、植民地開拓の守護祭神として、天照大御神・大国主神・倉稲魂神の3柱を奉祀するために創建した。当初は現在の丸山公園付近にあったが、幾度かの変転を経て、1919年（大正8年）に現在の場所に移設している。1933年（昭和8年）に本殿・幣殿・拝殿が造営され、1942年（昭和17年）に内務省より公認神社として認可された。1975年（昭和50年）、老朽化した社殿の再建が行われる。

## 例祭
従来、例大祭は9月20日に行われていたが、1953年（昭和28年）より7月20日に行われるようになった。
現在は7月19日から21日の間に行われ、20日は「本祭り」として中央通りを神輿や山車が練り歩く。

## 祭神
- 天照大御神
- 大国主神
- 倉稲魂神

## 主な年中行事
- 例大祭（毎年7月19日 - 21日）

## 交通
- 中標津町交通センターから徒歩5分